# Усадьба Федоровичей (Шарковщина)
Усадьба Федоровичей (Шарковщина) — памятник неоклассической архитектуры. Находится в городе Шарковщина в парке на берегу реки Дисны. Построенный в начале 20 века, он принадлежал Федоровичам.
Внесен в Государственный список историко-культурных ценностей Республики Беларусь как объект историко-культурного наследия регионального значения.

## Архитектура
Прямоугольный в плане, одноэтажный объём под покатой вальмовой крышей. На главном фасаде асимметрично расположен четырёхколонный портик с треугольным фронтоном, а во двор выступает пятигранный эркер . Пластику фасадов обогащают ниши, молдинги прямоугольных оконных проемов, профилированный антаблемент. В интерьере частично сохранились лепные розетки и карнизы.
До 2012 года в здании располагалось терапевтическое отделение районной больницы.